# Вежа хмар
«Вежа Хмар» — український фолк-ембієнт гурт.
Гурт заснували влітку 1997 року сестри Олександра Волох та Валентина Сизевич. У квітні 1998 року до них приєдналася Олена Лукіна. В листопаді того ж року в гурті на короткий час з'явився клавішник Олексій Снігур. З червня 1999 «Вежа Хмар» знову став дуетом. У серпні 1999 року до колективу приєднався другий гітарист Ігор Макуха. Олена покинула гурт як вокалістка, але продовжувала писати тексти. 
З 2008 року проект є закритим, на його офіційному сайті опубліковано уривки із незакінченого альбому з приміткою, що «нових альбомів та завершення цього не буде».

## Учасники
- Олександра Волох — спів, гітара, тексти
- Валентина Сизевич — спів, бас-гітара, клавіші, фортепіано, тамбурин, тексти
- Олена Лукіна — тексти, спів (1998—1999)
- Олексій Снігур — клавішні (1998—1999)
- Ігор Макуха — гітара (1999—2008)

## Дискографія
- Ритуал (1998)
- Плач (1998)
- Колискова (1999)
- Її чотири обличчя (1999)
- Сон (2000)
- Сім кроків (2004)
- Міф (2006)
- Вода Земля Вогонь Повітря (2003) (міні-альбом)
- Сингли 2001-2005
- Пра-світ (2008) (уривки: альбом не було закінчено)